# بعثة الفوكلاند
بعثة جزر فوكلاند كانت بعثة أمريكية أُرسلت في أواخر عام 1831 حينما أوفدت الولايات المتحدة الأمريكية البحرية الحربية يو إس إس ليكسينغتون للتحقيق في الإستيلاء على ثلاث سفن صيد الحيتان في مستوطنة بويرتو لويس الأرجنتينية الصغيرة. تأسست المستوطنة التي أسسها لويس فيرنيت، على أنقاض المستعمرة العقابية الإسبانية السابقة بورتو سوليداد من أجل السيطرة على الصيد في الجزر. قبض الكابتن دنكان على ستة من كبار الضباط في المستوطنة بتهمة القرصنة بعدما عثر في إحدى السفن المزودة على عدة أسلحة. الأضرار التي لحقت بالتسوية هي المتنازع عليها. أفاد دنكان بضرب مدافع المستوطنة ومخزن البارود. كان على فيرنيت أن يدعي فيما بعد أن مستوطنته قد تعرضت للنهب.
اشتكى المستوطنون من الظروف التي كانوا يعيشون فيها وأكدوا أن فيرنيت قد ضللهم. عرض دنكان المرور إلى البر الرئيسي لكن اختار غالبية المستوطنين المغادرة تاركين وراءهم مجموعة صغيرة. في أواخر العام 1832، تحدت السفن الحربية الأرجنتينية الصياديين الأمريكيين في المنطقة مرة أخرى مما دفع القنصل الأمريكي إلى التفكير في حملة عقابية ثانية مع أوامر لإغراق السفينة الأرجنتينية ساراندي. هذا دفع البريطانيين لإعادة تأكيد السيادة على الجزر. تاريخيًا، كانت الحكومة الأرجنتينية في نزاع على حقوق الجزر مع المملكة المتحدة وقد بلغ النزاع ذروته بحرب الفوكلاند عام 1982.